# Instituto de Estudos em Saúde Coletiva da Universidade Federal do Rio de Janeiro
O Instituto de Estudos em Saúde Coletiva (IESC) é uma unidade de ensino, pesquisa e extensão da Universidade Federal do Rio de Janeiro (UFRJ), criado em 2006, a partir do então Núcleo de Estudos em Saúde Coletiva. Localiza-se na Cidade Universitária, Rio de Janeiro.